# Lijst van oorlogsmonumenten in Rhenen
De Nederlandse gemeente Rhenen heeft 5 oorlogsmonumenten. Hieronder een overzicht.
| Nr.  | Object                                                                  | Herdachte groep                                  | Ontwerper                                                            | Onthulling     | Type               | Locatie                             | Plaats    | Coördinaten                   | Foto                                                                    |
| ---- | ----------------------------------------------------------------------- | ------------------------------------------------ | -------------------------------------------------------------------- | -------------- | ------------------ | ----------------------------------- | --------- | ----------------------------- | ----------------------------------------------------------------------- |
| 1887 | Militair Ereveld Grebbeberg                                             | militairen in dienst van het Ned. Kon. 1940-1945 | J.J.P. Oud (ontwerper), John Rädecker (beeldhouwer)                  | 1 januari 1952 | begraafplaats/graf | Grebbeweg 123, 3911 AV              | Rhenen    | 51° 57' 19" NB, 5° 36' 2" OL  | Meer afbeeldingen                                                       |
| 2546 | Kruis op de berg                                                        | burgerslachtoffers                               |                                                                      |                | kruis              | Veenendaalse Straatweg              | Rhenen    | 52° 0' 1" NB, 5° 31' 54" OL   | Meer afbeeldingen                                                       |
| 2769 | Monument bij het voormalige gemeentehuis                                | algemeen                                         |                                                                      |                | gedenksteen        | Herenstraat, 3911 JA                | Rhenen    | 51° 57' 26" NB, 5° 34' 7" OL  | Monument bij het voormalige gemeentehuis                                |
| 3808 | Gedachteniskerk                                                         | algemeen                                         | Jules Kirch                                                          | 1959           |                    | Herenstraat 82, 3911 JG             | Rhenen    | 51° 57' 24" NB, 5° 34' 22" OL | Meer afbeeldingen                                                       |
| 3863 | Gedenkteken voor de oorlogsslachtoffers                                 |                                                  | Dick van Laar (naar een oorspronkelijk ontwerp van J.B. van de Haar) | 25 april 2015  |                    | Tabaksweg, 3921 CM                  | Elst (UT) | 51° 59' 16" NB, 5° 29' 41" OL | Meer afbeeldingen                                                       |
| 4140 | gedenkzuil van het 8ste R.I.                                            | militairen in dienst van het Ned. Kon. 1940-1945 |                                                                      | 1 januari 1952 | gedenksteen        | Grebbeweg 123, 3911 AV              | Rhenen    | 51° 57' 20" NB, 5° 35' 60" OL | Meer afbeeldingen                                                       |
| 4142 | Monument voor vermisten van mei ’40                                     | militairen in dienst van het Ned. Kon. 1940-1945 |                                                                      | 1 januari 1952 | gedenksteen        | Grebbeberg 123, 3921 AV             | Rhenen    | 51° 57' 21" NB, 5° 36' 6" OL  | Meer afbeeldingen                                                       |
| 4439 | plaquette voor Sergeant McCluskey                                       | geallieerde militairen                           |                                                                      |                | plaquette          | Prattenburgsebos                    | Rhenen    | 52° 0' 1" NB, 5° 31' 19" OL   | plaquette voor Sergeant McCluskey                                       |
| 4465 | Gedenkteken voor de crew van de Lancaster LM 134 BQ-H, RAF 550 Squadron | Geallieerde piloten                              |                                                                      | 17 juni 2016   | Gedenkstenen       | Oude Veense Grindweg, 3911 TA       | Rhenen    | 51° 59' 10" NB, 5° 33' 49" OL | Gedenkteken voor de crew van de Lancaster LM 134 BQ-H, RAF 550 Squadron |
| 4516 | herdenkingskruis                                                        | verzet Nederland                                 |                                                                      | 4 mei 2017     | kruis              | Parallel aan Cuneraweg 412, 3911 RE | Rhenen    |                               | herdenkingskruis                                                        |
| 4584 | monument vluchtoorden                                                   | overige                                          | J.B. van de Haar                                                     | 31 juli 1948   | plaquette          | Herenstraat 42a, 3911 JG            | Rhenen    | 51° 57' 26" NB, 5° 34' 8" OL  | monument vluchtoorden                                                   |

Amersfoort ·
Baarn ·
Bunnik ·
Bunschoten ·
De Bilt ·
De Ronde Venen ·
Eemnes ·
Houten ·
IJsselstein ·
Leusden ·
Lopik ·
Montfoort ·
Nieuwegein ·
Oudewater ·
Renswoude ·
Rhenen ·
Soest ·
Stichtse Vecht ·
Utrecht ·
Utrechtse Heuvelrug ·
Veenendaal ·
Vijfheerenlanden ·
Wijk bij Duurstede ·
Woerden ·
Woudenberg ·
Zeist